# برديات الكاهون

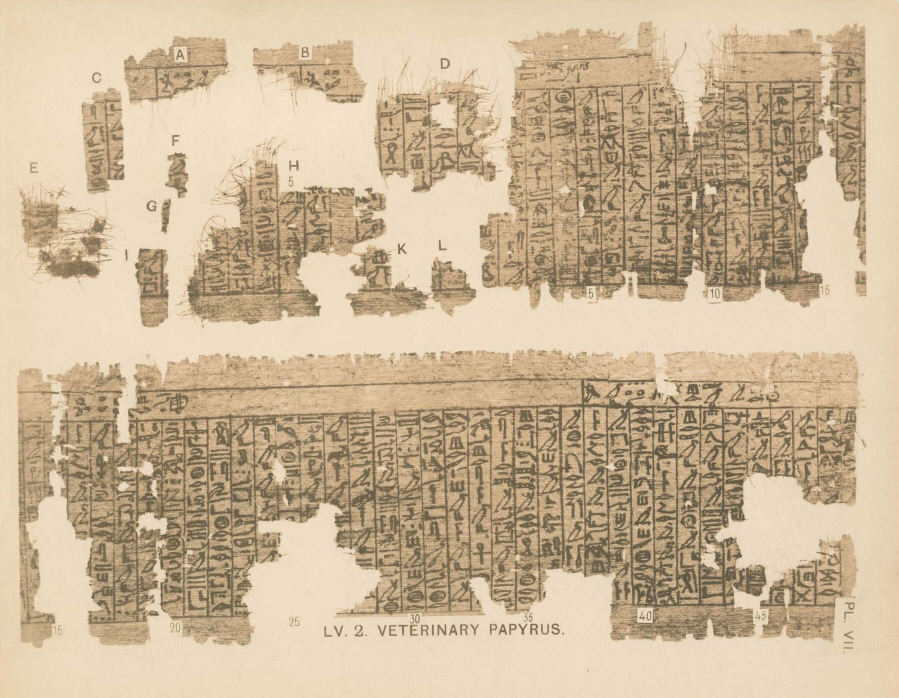
أجزاء من بردية الكاهون الخاصة بمجال الطب البيطري

برديات الكاهون (KP) عبارة عن مجموعة من النصوص المصرية القديمة التي تناقش المواضيع الإدارية والرياضية والطبية. ولقد اكتشف سير ويليام ماثيو فليندرز بتري أجزاء عديدة منها عام 1889 وتم الاحتفاظ بها في كلية لندن الجامعية. وتعد هذه المجموعة من البرديات واحدة من أكبر البرديات التي تم العثور عليها على الإطلاق. كذلك، تعد معظم هذه النصوص مؤرخة بتاريخ كاليفورنيا. بدءًا من عام 1829، وحتى عهد أمنمحات الثالث. وبشكل عام، تغطي هذه المجموعة فترة العصور الوسطى.
تضم هذه النصوص مجموعة متنوعة من المواضيع:
- أوراق العمل الخاصة بتقديس سنوسرت الثاني
- تراتيل إلى الملك سنوسرت الثالث.[2]
- برديات الكاهون للأمراض النسائية والتوليد, والتي تتناول سرد الأمراض والحالات الخاصة بـ النساء والتوليد.[3]
- برديات اللاهون الرياضية عبارة عن مجموعة من النصوص الرياضية
- بردية الطب البيطري [4]
- سجل يضم ظواهر أواخر فترة المملكة الوسطى، مع إدراج فعاليات المهرجانات [5]

## وصلات خارجية
- A Kahun Mathematical Fragment نسخة محفوظة 3 سبتمبر 2012 at Archive.is, a paper by John A.R. Legon
- PlanetMath: Kahun Papyrus and Arithmetic Progressions